# Sag mir nichts
Sag mir nichts ist ein deutsches Erotikdrama von Andreas Kleinert aus dem Jahr 2016. Die Erstausstrahlung erfolgte am 28. Dezember 2016 im Ersten.

## Handlung
In einer überfüllten Straßenbahn kreuzen sich die Blicke des Lokalreporters Martin und der Fotografin Lena – schon ist es um beide geschehen. Martin folgt Lena ins Schwimmbad. Anschließend auf dem Basketballplatz nebenan fallen beide schließlich ohne viel Aufhebens übereinander her. Nicht ein Wort wird gewechselt.
Danach geht jeder seiner Wege, ohne einen Namen oder eine Telefonnummer ausgetauscht zu haben. Zuhause wartet auf Martin die labile Ehefrau mit ihren unangekündigten Eltern am Esstisch, bei Lena murmelt der fußballverrückte Ehemann ein paar nette Worte.
Lena arbeitet als freiberufliche Fotografin, hat zusammen mit dem Arbeiter Bodo eine Tochter im Teenager-Alter und scheint sich der Tristesse des Alltags gefügt zu haben. Martin ist als erfolgreicher Journalist tätig und mit Solveig verheiratet, deren dringender Wunsch nach einem Kind in einem übersteigerten Verlangen nach Geschlechtsverkehr ausartet, auf den Martin sich nur noch widerwillig einlässt.
Später begegnen sich Lena und Martin zufällig in einem Kaufhaus. Nach wildem Kusswechsel im Aufzug vereinbaren sie ein Wiedersehen. So treffen sie sich in einem Hotelzimmer, um die Obsession füreinander auszuleben. Daraus wird später ein mehrtägiger Aufenthalt am Meer.
Für beide stellt die Beziehung das bisherige Leben auf die Probe. Die Situation wird für Lena zunehmend zu einer ernsthaften Angelegenheit, die Option, einen Neuanfang mit Martin zu wagen, fassbar. Für Martin ist die Beziehung zunächst ein Abenteuer, eine Flucht aus der Routine. Aber auch er sehnt sich nach einem Aufbruch aus seiner Ehe, aus der Provinz nach Berlin.
Solveig entdeckt, dass ihr Mann fremdgeht, sagt aber nichts dazu. Stattdessen täuscht sie Martin eine Schwangerschaft vor, die vor allem ihren Eltern eine große Freude bereitet. Auch Martin scheint sich darüber zu freuen. Gleichzeitig fragt er Lena ernsthaft, ob sie mit ihm weggehen will, und sie sagt ja. Lena und Bodo leben inzwischen getrennt, nachdem Lena ihm die Liebesbeziehung gestanden hat.
Solveigs Eltern schenken dem jungen Paar eine großzügige Wohnung für ihre gemeinsame Zukunft mit dem Kind, das inzwischen nun doch unterwegs ist. Nun verlässt Martin seine Frau nicht mehr, und Lena bleibt allein zurück.

## Kritiken
„Großes Melodram in Fassbinder-Tradition.“

„Kluges, sinnliches Erotikkino (...)“